# 岡田康裕
岡田 康裕（おかだ やすひろ、1975年〈昭和50年〉7月13日 - ）は、日本の政治家。兵庫県加古川市長（3期）。元衆議院議員（1期）。米国公認会計士（ワシントン州）。

## 来歴
神戸市垂水区生まれ。白陵中学校・高等学校、東京大学工学部（理科一類）卒業後、ハーバード大学公衆衛生大学院に留学し、修士課程を修了。大学時代には、髙田万由子らが所属していた競技スキー同好会に所属。同級生に、膳場貴子や脳科学者の中野信子らがいる。
大学卒業後、経営コンサルタント会社に勤務をへて兵庫県に帰郷し、加古川市に居住する。
2003年、第43回衆議院議員総選挙に民主党公認で兵庫10区から出馬するが、自由民主党前職の渡海紀三朗に敗れ、重複立候補していた比例近畿ブロックにおいても次点で落選した。2005年の第44回衆議院議員総選挙でも兵庫10区から民主党公認で出馬したが、再び渡海に敗れ、落選。ただし郵政解散により民主党への逆風が吹き荒れる中で、前回の総選挙よりも得票数を上げ、惜敗率を伸ばして健闘した。
2009年の第45回衆議院議員総選挙では、兵庫10区で渡海に比例復活すら許さない大差をつけて破り、初当選した。事業仕分けにおける第3弾、特別会計事業仕分けでは仕分け人を務め、社会資本整備特別会計や自動車安全特別会計等、9種の特別会計事業の仕分けを担当する。民主党では税制調査会事務局次長や行政改革調査会事務局次長を務めた。
2012年の第46回衆議院議員総選挙では前回に比べ得票数を6割減らし得票率は27.6%、兵庫10区で前回下した渡海に3万票超の大差で敗れ、比例復活もならず落選。なお、兵庫10区では東京大学の同窓であり、かつ同姓の候補者である岡田久雄が日本維新の会から立候補し、話題になった。
2012年の落選後は、パソナグループへ再就職し、在職中に米国公認会計士（USCPA）試験のFAR（企業財務会計及び公会計）の合格を公表。その後、AUD（監査及び証明業務）、REG（ビジネス法、米国税法及び税計算）、BEC（経済学及び管理会計）などの全科目に合格し、米国公認会計士のライセンス（ワシントン州）を取得。2013年8月、第23回参議院議員通常選挙が執り行われたのを契機に、民主党兵庫県第10区総支部代表の地位を返上し、民主党を離党した。
2014年、兵庫県加古川市長選挙に無所属で立候補し、自由民主党が支持した前市長の後継指名候補や維新の党が支持した前県議ら総勢5人の争いを大差で制して初当選した。同年12月14日の第47回衆議院議員総選挙に際しては、かつての兵庫10区の対立候補であった渡海の出陣式に出席し、渡海への支持を表明した。民主党は兵庫10区に候補を擁立せず、渡海が当選した。
2018年6月、加古川市長選挙にて、得票率83.1％の大差で再選。
2022年6月12日に投開票が行われた市長選挙で3選。

## 加古川市長として
- 2014年
  - 加古川市長就任後、14年ぶりに特別職報酬制度等審議会を公募委員を登用する形で開催。2014年11月13日、審議会は市長給与の4%カットが盛り込まれた答申書を提出した[13]が、岡田は自身の加古川市長選における公約に基づき、自身の給与を20%カットする条例改正案を加古川市議会に提出し、可決された。
- 2015年
  - 2015年11月、事業評価に外部有識者や市民の評価を反映したいとし、公約に基づき、市民判定員方式の公開事業評価を実施。来年度以降も継続の意向を示している[14]。
また、現在の行政と議会の仕組みでは、「決算審査が重視されていない」として、「前年度の決算に対する外部有識者による検証等を踏まえて予算編成作業に入るべきだ」と主張している[15]。
  - 2015年2月2日、前年の首相官邸への「まち・ひと・しごと創生本部」の設置に呼応する形で、市役所内に「加古川市まち・ひと・しごと創生本部」を新設した[16]。
  - 2015年6月、観光戦略策定へ向けて、公募を通じ、じゃらんリサーチセンターと提携した[17]。
  - 2015年8月12日、明石市が隣接自治体などからの転入者に商品券を配布するとして、近隣自治体の駅前等で職員によるパンフレットの配布などの計画を明らかにした[18]際、自身のFacebookで違和感を表明した。明石市はその後、周辺自治体の反発を受け、方針を撤回した[19]。
- 2016年
  - 2016年9月10日、G7保健大臣会合の開催に合わせた世界保健機関（WHO）主催の国際会議において、高齢社会への自治体の取り組みについて英語でプレゼンテーションを行なった[20][21]。
- 2017年
  - 2017年1月には、加古川市が総務省消防庁の「災害情報伝達手段等の高度化事業」の実証事業実施団体に選ばれ、V-lowマルチメディア放送を利用したV-alertシステムの導入を進めている[22]。
  - 2017年6月には、総務省の「平成29年度予算 データ利活用型スマートシティ推進事業」の実施自治体に選定され、「安全・安心のまちづくりに係るデータを活用したスマートシティのあり方検討事業」を推進[23][24]。
  - 2017年度より、加古川市内全域に約1,500台の防犯カメラ（見守りカメラ）の設置を進めた。合わせて、小さなタグを保有していれば位置情報のログが残る見守りサービスを導入した[25][26]。
- 2019年
  - 2019年10月9日、World Economic Forumが主催したG20 Global Smart Cities Alliance設立会合に参加し、スペイン バルセロナやアメリカ シンシナティの代表者らとのパネルディスカッションに参加し、加古川市で進められている官民協働の見守りサービスや官民でのデータの利活用促進へ向けた取り組みについて英語で対談を行った[27][28][29]。